# Isonychus striolatus
Isonychus striolatus är en skalbaggsart som beskrevs av Frey 1970. Isonychus striolatus ingår i släktet Isonychus och familjen Melolonthidae. Inga underarter finns listade i Catalogue of Life.